# Narrowsburg, New York
Narrowsburg, New York (енгл. Narrowsburg) насељено је место без административног статуса у америчкој савезној држави Њујорк.

## Демографија
По попису из 2010. године број становника је 431, што је 17 (4,1%) становника више него 2000. године.
| Група             | 2000.       | 2010.       |
| Белци             | 372 (89,9%) | 386 (89,6%) |
| Афроамериканци    | 21 (5,1%)   | 7 (1,6%)    |
| Азијати           | 3 (0,7%)    | 11 (2,6%)   |
| Хиспаноамериканци | 16 (3,9%)   | 18 (4,2%)   |
| Укупно            | 414         | 431         |